# Júnior Mano
Antônio Luiz Rodrigues Mano Júnior (Nova Russas, 16 de abril de 1985) mais conhecido como Júnior Mano é um empresário, administrador e político brasileiro, filiado ao Partido Socialista Brasileiro (PSB). Atualmente exerce seu segundo mandato de deputado federal pelo Ceará, cargo no qual foi eleito em 2018 e reeleito em 2022.

## Biografia

### Carreira política
Júnior Mano iniciou sua carreira política em 2016, quando foi eleito vice-prefeito de Nova Russas. Em 2018, foi eleito deputado federal pelo Ceará com 67.917 votos e tomou posse em 1º de fevereiro de 2019. Durante seu mandato, integrou a Frente Parlamentar da Agropecuária (FPA).
Em 2021, o Tribunal Regional Eleitoral do Ceará (TRE-CE) o declarou inelegível por oito anos devido a um processo por abuso de poder político nas eleições municipais de 2020. No entanto, a decisão foi posteriormente revertida pelo Tribunal Superior Eleitoral (TSE), garantindo sua elegibilidade. Nas eleições de 2022, foi reeleito deputado federal, obtendo 216.531 votos.
Ao longo de sua trajetória, esteve filiado a diferentes partidos políticos e participou de projetos voltados ao desenvolvimento do estado.

### Atuação legislativa
Durante seu mandato na Câmara dos Deputados, Júnior Mano tem trabalhado em diversas frentes parlamentares, destacando-se na defesa de projetos que visam: Infraestrutura: Apoio a obras de pavimentação, melhoria da mobilidade urbana e investimentos em saneamento básico. Saúde: Destinação de recursos para hospitais e unidades de pronto atendimento, além da luta por mais investimentos em saúde pública. Educação: Projetos voltados para a valorização da educação básica, ensino superior e incentivo à qualificação profissional.
Além disso, tem sido um defensor de iniciativas que buscam a geração de empregos e o fortalecimento da economia local, garantindo mais oportunidades para os cearenses.

### Posicionamentos e Projetos
Junior Mano tem se posicionado favoravelmente a diversas pautas de interesse nacional, incluindo: Reformas estruturais que impactam a economia e o desenvolvimento social. - Medidas para fortalecer a segurança pública e combater a criminalidade.Incentivo ao empreendedorismo e ao crescimento de pequenos negócios. Seu trabalho tem sido pautado pela busca de recursos e investimentos que beneficiem os municípios cearenses, promovendo desenvolvimento sustentável e melhoria na qualidade de vida da população.

### Desfiliação do PL e filiação ao PSB
Em outubro de 2024, durante as eleições municipais em Fortaleza, Júnior Mano deixou o Partido Liberal (PL) após divergências políticas com a legenda no Ceará. A saída ocorreu com anuência do partido, sem contestação judicial, e posteriormente ele se filiou ao Partido Socialista Brasileiro (PSB). 

### Investigações do STF
Desde janeiro de 2025, está sendo investigado pela Polícia Federal por suposto envolvimento em esquema de desvio de emendas parlamentares no Ceará. Um de seus principais aliados, o prefeito eleito de Choró, Bebeto Queiroz (PSB), está foragido. Em fevereiro, o ministro Gilmar Mendes, do Supremo Tribunal Federal (STF), determinou que a investigação sobre o suposto desvio de emenda parlamentar em desfavor do deputado fosse conduzida no STF.
Em 08 de julho de 2025, foi alvo de busca na operação Underhand autorizado pelo ministro Gilmar Mendes.

## Vida pessoal
Júnior Mano é casado com a prefeita de Nova Russas, Giordanna Mano, do Partido Renovação Democrática (PRD).

## Desempenho eleitoral
| Ano  | Eleição                  | Partido  | Cargo                                       | Votos   | %      | Resultado | Ref    |
| ---- | ------------------------ | -------- | ------------------------------------------- | ------- | ------ | --------- | ------ |
| 2016 | Municipal de Nova Russas | PMDB     | Vice-prefeito Titular: Rafael Pedrosa (PMN) | 7.182   | 51,81% | Eleito    | [ 8 ]  |
| 2018 | Estaduais no Ceará       | Patriota | Deputado federal                            | 67.917  | 1,48%  | Eleito    | [ 9 ]  |
| 2022 | Estaduais no Ceará       | PL       | Deputado federal                            | 216.531 | 4,23%  | Eleito    | [ 10 ] |